# جيمس ميلفيل
جيمس ميلفيل (15 مارس 1909 - 2 أغسطس 1961) (بالإنجليزية: James Melville)‏ هو لاعب كريكت بريطاني (وحمل سابقاً جنسية المملكة المتحدة لبريطانيا العظمى وأيرلندا).